# Deuxième circonscription du Val-d'Oise
La deuxième circonscription du Val-d'Oise est l'une des dix circonscriptions législatives françaises que compte le département du Val-d'Oise (95) situé en région Île-de-France. D'après le recensement général de la population réalisé en 1999 par l'Institut national de la statistique et des études économiques (INSEE), la population totale de cette circonscription est estimée à 188134 habitants, ce qui en fait la circonscription la plus peuplée de France.

## Description géographique et démographique
La deuxième circonscription du Val-d'Oise est délimitée par le découpage électoral de la loi no 86-1197 du 24 novembre 1986
, elle regroupe les divisions administratives suivantes : cantons de Cergy-Sud, Neuville-sur-Oise, L'Isle-Adam, Saint-Ouen-l'Aumône.

Carte de la deuxième circonscription du Val d'Oise de 1967 à 1986
Carte de la deuxième circonscription du Val d'Oise de 1988 à 2012

## Historique des députations
| Législature | Début de mandat | Fin de mandat  | Député               | Parti politique | Observations                                                                           |
| ----------- | --------------- | -------------- | -------------------- | --------------- | -------------------------------------------------------------------------------------- |
| IXe         | 23 juin 1988    | 1er avril 1993 | Alain Richard        | PS              |                                                                                        |
| Xe          | 2 avril 1993    | 21 avril 1997  | Christian Gourmelen, | UDF,            | Mandat écourté à la suite d'une dissolution parlementaire décidée par Jacques Chirac.  |
| XIe         | 12 juin 1997    | 18 juin 2002   | Dominique Gillot     | PS              |                                                                                        |
| XIIe        | 19 juin 2002    | 19 juin 2007   | Axel Poniatowski,    | UMP,            |                                                                                        |
| XIIIe       | 20 juin 2007    | 19 juin 2012   | Axel Poniatowski     | UMP             |                                                                                        |
| XIVe        | 20 juin 2012    | 20 juin 2017   | Axel Poniatowski     | UMP / LR        |                                                                                        |
| XVe         | 21 juin 2017    | 21 juin 2022   | Guillaume Vuilletet  | LREM            |                                                                                        |
| XVIe        | 22 juin 2022    | 9 juin 2024    | Guillaume Vuilletet  | LREM            | Mandat écourté à la suite d'une dissolution parlementaire décidée par Emmanuel Macron. |
| XVIIe       | 8 juillet 2024  | En cours       | Ayda Hadizadeh       | PS              |                                                                                        |

## Historique des élections

### Élections de 1967
| Candidat       | Candidat            | Parti          | Premier tour | Premier tour | Second tour | Second tour |  |
| Candidat       | Candidat            | Parti          | Voix         | %            | Voix        | %           |  |
| -------------- | ------------------- | -------------- | ------------ | ------------ | ----------- | ----------- |  |
|                | Jacques Richard élu | UD-Ve          | 16 389       | 38,68        | 20 437      | 50,76       |  |
|                | Claude Weber        | PCF            | 13 381       | 31,58        | 19 825      | 49,24       |  |
|                | André Cancelier     | CD (PDM)       | 6 498        | 15,34        | Retrait     | Retrait     |  |
|                | Pierre Simon        | FGDS (Radical) | 6 100        | 14,4         | Retrait     | Retrait     |  |
|                |                     |                |              |              |             |             |  |
| Inscrits       | Inscrits            | Inscrits       | 52 360       | 100,00       | 52 282      | 100,00      |  |
| Abstentions    | Abstentions         | Abstentions    | 9 203        | 17,58        | 10 252      | 19,61       |  |
| Votants        | Votants             | Votants        | 43 157       | 82,42        | 42 030      | 80,39       |  |
| Blancs et nuls | Blancs et nuls      | Blancs et nuls | 789          | 1,83         | 1 768       | 4,21        |  |
| Exprimés       | Exprimés            | Exprimés       | 42 368       | 98,17        | 40 262      | 95,79       |  |

Le suppléant de Jacques Richard était Eugène Robin, maire de Beauchamp.

### Élections de 1968
| Candidat       | Candidat                      | Parti          | Premier tour | Premier tour | Second tour | Second tour |  |
| Candidat       | Candidat                      | Parti          | Voix         | %            | Voix        | %           |  |
| -------------- | ----------------------------- | -------------- | ------------ | ------------ | ----------- | ----------- |  |
|                | Jacques Richard sortant réélu | UDR (URP)      | 20 476       | 47,94        | 22 384      | 55,73       |  |
|                | Claude Weber                  | PCF            | 12 450       | 29,16        | 17 778      | 44,27       |  |
|                | Pierre Simon                  | FGDS (Radical) | 5 142        | 12,04        |             |             |  |
|                | Jean-Claude Widemann          | Divers (TD)    | 2 400        | 5,62         |             |             |  |
|                | Jacques Moehr                 | PSU            | 2 222        | 5,20         |             |             |  |
|                |                               |                |              |              |             |             |  |
| Inscrits       | Inscrits                      | Inscrits       | 53 088       | 100,00       | 53 209      | 100,00      |  |
| Abstentions    | Abstentions                   | Abstentions    | 9 756        | 18,38        | 11 628      | 21,85       |  |
| Votants        | Votants                       | Votants        | 43 332       | 81,62        | 41 581      | 78,15       |  |
| Blancs et nuls | Blancs et nuls                | Blancs et nuls | 642          | 1,48         | 1 419       | 3,41        |  |
| Exprimés       | Exprimés                      | Exprimés       | 42 690       | 98,52        | 40 162      | 96,59       |  |

Le suppléant de Jacques Richard était Eugène Robin, maire de Beauchamp.

### Élections de 1973
| Candidat           | Candidat                | Parti          | Premier tour | Premier tour | Second tour | Second tour |  |
| Candidat           | Candidat                | Parti          | Voix         | %            | Voix        | %           |  |
| ------------------ | ----------------------- | -------------- | ------------ | ------------ | ----------- | ----------- |  |
|                    | Claude Weber élu        | PCF            | 14 424       | 27,76        | 25 399      | 50,14       |  |
|                    | Jacques Richard sortant | UDR (URP)      | 13 474       | 25,93        | 25 253      | 49,86       |  |
|                    | Annick Poncet           | PS (UGSD)      | 7 979        | 15,36        | Retrait     | Retrait     |  |
|                    | Roger Barat             | Rad (MR)       | 7 492        | 14,42        | Retrait     | Retrait     |  |
|                    | André Blondé            | CNI            | 5 687        | 10,94        |             |             |  |
|                    | René Leclerc            | PSU            | 1 867        | 3,59         |             |             |  |
|                    | Désiré Nogrette         | LO             | 1 039        | 2            |             |             |  |
|                    |                         |                |              |              |             |             |  |
| Inscrits           | Inscrits                | Inscrits       | 63 373       | 100,00       | 63 348      | 100,00      |  |
| Abstentions        | Abstentions             | Abstentions    | 10 536       | 16,63        | 10 354      | 16,34       |  |
| Votants            | Votants                 | Votants        | 52 837       | 83,37        | 52 994      | 83,66       |  |
| Blancs et nuls     | Blancs et nuls          | Blancs et nuls | 875          | 1,66         | 2 342       | 4,42        |  |
| Exprimés           | Exprimés                | Exprimés       | 51 962       | 98,34        | 50 652      | 95,58       |  |
| Source : Data.gouv |                         |                |              |              |             |             |  |

Le suppléant de Claude Weber était Michel Martinez, agent de maîtrise.

### Élections de 1978
| Candidat       | Candidat                  | Parti               | Premier tour | Premier tour | Second tour | Second tour |  |
| Candidat       | Candidat                  | Parti               | Voix         | %            | Voix        | %           |  |
| -------------- | ------------------------- | ------------------- | ------------ | ------------ | ----------- | ----------- |  |
|                | Claude Weber sortant      | PCF                 | 17 824       | 26,73        | 32 796      | 48,54       |  |
|                | Jean-Pierre Delalande élu | RPR                 | 16 573       | 24,85        | 34 771      | 51,46       |  |
|                | Jean-Pierre Le Coadic     | PS                  | 12 730       | 19,09        | Retrait     | Retrait     |  |
|                | François Garcia           | UDF                 | 10 761       | 16,14        |             |             |  |
|                | Louis Amice               | Écologie 78         | 5 272        | 7,91         |             |             |  |
|                | Jean-Claude Maillard      | MRG                 | 1 179        | 1,77         |             |             |  |
|                | Gérald Lejars             | Extrême gauche (LO) | 856          | 1,28         |             |             |  |
|                | Gérard Orget              | Divers droite       | 741          | 1,11         |             |             |  |
|                | Claire Lippus             | GO (MDD)            | 613          | 0,92         |             |             |  |
|                | Robert Grossot            | FN                  | 442          | 0,66         |             |             |  |
|                | Luc-Martin Chauffier      | GO (UGP)            | 388          | 0,58         |             |             |  |
|                |                           |                     |              |              |             |             |  |
| Inscrits       | Inscrits                  | Inscrits            | 81 748       | 100,00       | 81 490      | 100,00      |  |
| Abstentions    | Abstentions               | Abstentions         | 13 393       | 16,38        | 11 785      | 14,46       |  |
| Votants        | Votants                   | Votants             | 68 355       | 83,62        | 69 705      | 85,54       |  |
| Blancs et nuls | Blancs et nuls            | Blancs et nuls      | 976          | 1,43         | 2 138       | 3,07        |  |
| Exprimés       | Exprimés                  | Exprimés            | 67 379       | 98,57        | 67 567      | 96,93       |  |

Le suppléant de Jean-Pierre Delalande était le Docteur Maurice Bayer, pédiatre à Franconville.

### Élections de 1981
| Candidat       | Candidat                      | Parti             | Premier tour | Premier tour | Second tour | Second tour |  |
| Candidat       | Candidat                      | Parti             | Voix         | %            | Voix        | %           |  |
| -------------- | ----------------------------- | ----------------- | ------------ | ------------ | ----------- | ----------- |  |
|                | Jean-Pierre Delalande sortant | RPR (UNM)         | 25 333       | 40,64        | 31 384      | 47,5        |  |
|                | Jean-Pierre Le Coadic élu     | PS                | 20 264       | 32,51        | 34 691      | 52,5        |  |
|                | Claude Weber                  | PCF               | 12 126       | 19,45        | Retrait     | Retrait     |  |
|                | Yanick Paternotte             | Divers écologiste | 2 905        | 4,66         |             |             |  |
|                | Jean-Pierre Barentin          | PSU               | 625          | 1,00         |             |             |  |
|                | Gérard Orget                  | PFN               | 557          | 0,89         |             |             |  |
|                | Robert Grossot                | FN                | 529          | 0,85         |             |             |  |
|                |                               |                   |              |              |             |             |  |
| Inscrits       | Inscrits                      | Inscrits          | 88 489       | 100,00       | 88 476      | 100,00      |  |
| Abstentions    | Abstentions                   | Abstentions       | 25 670       | 29,01        | 21 338      | 24,12       |  |
| Votants        | Votants                       | Votants           | 62 819       | 70,99        | 67 138      | 75,88       |  |
| Blancs et nuls | Blancs et nuls                | Blancs et nuls    | 480          | 0,76         | 1 063       | 1,58        |  |
| Exprimés       | Exprimés                      | Exprimés          | 62 339       | 99,24        | 66 075      | 98,42       |  |

### Élections de 1988
| Candidat       | Candidat                    | Parti          | Premier tour | Premier tour | Second tour | Second tour |  |
| Candidat       | Candidat                    | Parti          | Voix         | %            | Voix        | %           |  |
| -------------- | --------------------------- | -------------- | ------------ | ------------ | ----------- | ----------- |  |
|                | Alain Richard sortant réélu | PS             | 19 811       | 43,6         | 27 202      | 56,18       |  |
|                | Régis Humbert               | UDF (PR) (URC) | 14 327       | 31,53        | 21 218      | 43,82       |  |
|                | André Dosbaa                | FN             | 6 088        | 13,4         |             |             |  |
|                | Louis Don Marino            | PCF            | 4 341        | 9,55         |             |             |  |
|                | André Ollivro               | Extrême gauche | 871          | 1,92         |             |             |  |
|                |                             |                |              |              |             |             |  |
| Inscrits       | Inscrits                    | Inscrits       | 73 233       | 100,00       | 73 229      | 100,00      |  |
| Abstentions    | Abstentions                 | Abstentions    | 27 127       | 37,04        | 23 686      | 32,35       |  |
| Votants        | Votants                     | Votants        | 46 106       | 62,96        | 49 543      | 67,65       |  |
| Blancs et nuls | Blancs et nuls              | Blancs et nuls | 668          | 1,45         | 1 123       | 2,27        |  |
| Exprimés       | Exprimés                    | Exprimés       | 45 438       | 98,55        | 48 420      | 97,73       |  |

La suppléante d'Alain Richard était Dominique Gillot, maîtresse d'école, conseillère municipale d'Éragny-sur-Oise, conseillère générale du canton de Cergy-Sud.

### Élections de 1993
| Candidat       | Candidat                | Parti          | Premier tour | Premier tour | Second tour | Second tour |  |
| Candidat       | Candidat                | Parti          | Voix         | %            | Voix        | %           |  |
| -------------- | ----------------------- | -------------- | ------------ | ------------ | ----------- | ----------- |  |
|                | Christian Gourmelen élu | UDF (PR)       | 21 007       | 36,21        | 31 473      | 55,48       |  |
|                | Alain Richard sortant   | PS (ADFP)      | 12 899       | 22,24        | 25 259      | 44,52       |  |
|                | Marc George             | FN             | 9 287        | 16,01        |             |             |  |
|                | Patrick Desoeuvre       | GÉ (EÉ)        | 6 505        | 11,21        |             |             |  |
|                | Laurent Dumond          | PCF            | 3 137        | 5,41         |             |             |  |
|                | Gilles Fleury           | LT-LNÉ         | 2 535        | 4,37         |             |             |  |
|                | Dominique Palacio       | LO             | 1 019        | 1,76         |             |             |  |
|                | Norbert Trichard        | PT             | 632          | 1,09         |             |             |  |
|                | Jean-Pierre Boufflet    | CNIP           | 520          | 0,9          |             |             |  |
|                | François Rippe          | LCR            | 468          | 0,81         |             |             |  |
|                | Véronique Lacroix       | RDRP           | 0            | 0            |             |             |  |
|                |                         |                |              |              |             |             |  |
| Inscrits       | Inscrits                | Inscrits       | 86 889       | 100,00       | 86 881      | 100,00      |  |
| Abstentions    | Abstentions             | Abstentions    | 26 646       | 30,67        | 26 396      | 30,38       |  |
| Votants        | Votants                 | Votants        | 60 243       | 69,33        | 60 485      | 69,62       |  |
| Blancs et nuls | Blancs et nuls          | Blancs et nuls | 2 234        | 3,71         | 3 753       | 6,2         |  |
| Exprimés       | Exprimés                | Exprimés       | 58 009       | 96,29        | 56 732      | 93,8        |  |

Le suppléant de Christian Gourmelen était Christian Le Roux, RPR, attaché parlementaire, de L'Isle-Adam.

### Élections de 1997
| Candidat       | Candidat                     | Parti          | Premier tour | Premier tour | Second tour | Second tour |  |
| Candidat       | Candidat                     | Parti          | Voix         | %            | Voix        | %           |  |
| -------------- | ---------------------------- | -------------- | ------------ | ------------ | ----------- | ----------- |  |
|                | Régis Humbert                | UDF (PR)       | 16 109       | 26,83        | 20 063      | 48,16       |  |
|                | Dominique Gillot élue        | PS             | 12 607       | 21           | 32 362      | 51,84       |  |
|                | Jean-Pierre Emie             | FN             | 10 275       | 17,12        |             |             |  |
|                | Isabelle Massin              | Divers gauche  | 7 927        | 13,2         |             |             |  |
|                | Laurent Dumond               | PCF            | 3 426        | 5,71         |             |             |  |
|                | Marc Denis                   | Les Verts      | 1 894        | 3,15         |             |             |  |
|                | Christian Brison             | LO             | 1 564        | 2,61         |             |             |  |
|                | Jean-Michel Bertrand         | LDI (MPF)      | 1 372        | 2,29         |             |             |  |
|                | Sandra Iaconelli             | GÉ             | 1 086        | 1,81         |             |             |  |
|                | Françoise Hug                | LT-LNÉ         | 681          | 1,13         |             |             |  |
|                | Jean-Pierre Reyal            | MDC            | 626          | 1,04         |             |             |  |
|                | Christian Schmitt            | US4J           | 605          | 1,01         |             |             |  |
|                | Jonathan Cohen               | Divers         | 527          | 0,88         |             |             |  |
|                | Catherine Jegou              | LCR            | 431          | 0,72         |             |             |  |
|                | Philippe Goudeau             | MÉI            | 402          | 0,67         |             |             |  |
|                | Norbert Trichard             | PT             | 336          | 0,56         |             |             |  |
|                | Christian Rivoal             | MDR            | 162          | 0,27         |             |             |  |
|                | Béatrice Mallebranche Chabot | Divers         | 4            | 0,01         |             |             |  |
|                |                              |                |              |              |             |             |  |
| Inscrits       | Inscrits                     | Inscrits       | 93 380       | 100,00       | 93 380      | 100,00      |  |
| Abstentions    | Abstentions                  | Abstentions    | 31 000       | 33,2         | 27 566      | 29,52       |  |
| Votants        | Votants                      | Votants        | 62 380       | 66,8         | 65 814      | 70,48       |  |
| Blancs et nuls | Blancs et nuls               | Blancs et nuls | 2 346        | 3,76         | 3 389       | 5,15        |  |
| Exprimés       | Exprimés                     | Exprimés       | 60 034       | 96,24        | 62 425      | 94,85       |  |

Le suppléant de Dominique Gillot était Jean-Pierre Pernot, ingénieur commercial, maire de Méry-sur-Oise. Jean-Pierre Pernot remplaça Dominique Gillot, nommée membre du gouvernement, du 29 août 1999 au 18 juin 2002.

### Élections de 2002
| Candidat       | Candidat               | Parti            | Premier tour | Premier tour | Second tour | Second tour |  |
| Candidat       | Candidat               | Parti            | Voix         | %            | Voix        | %           |  |
| -------------- | ---------------------- | ---------------- | ------------ | ------------ | ----------- | ----------- |  |
|                | Axel Poniatowski élu   | UMP              | 25 443       | 40,77        | 31 163      | 53,08       |  |
|                | Dominique Lefebvre     | PS               | 20 664       | 33,11        | 27 546      | 46,92       |  |
|                | Jean-Pierre Emie       | FN               | 7 105        | 11,38        |             |             |  |
|                | Sylvain De Smet        | Les Verts        | 1 771        | 2,84         |             |             |  |
|                | Laurent Dumond         | PCF              | 1 590        | 2,55         |             |             |  |
|                | Isabelle Tibi          | LCR              | 1 092        | 1,75         |             |             |  |
|                | Michele Vagner         | Pôle républicain | 993          | 1,59         |             |             |  |
|                | Lionel Breton          | LT-LNÉ           | 682          | 1,09         |             |             |  |
|                | Jean-Paul Nowak        | RPF              | 546          | 0,87         |             |             |  |
|                | Eric Cassan            | LO               | 526          | 0,84         |             |             |  |
|                | Jean-Michel Bertrand   | MPF              | 477          | 0,76         |             |             |  |
|                | Nicole Estrella        | MNR              | 368          | 0,59         |             |             |  |
|                | Martine Quenton        | PT               | 322          | 0,52         |             |             |  |
|                | Patricia Obolo         | MÉI              | 317          | 0,51         |             |             |  |
|                | Évelyne Rateau         | Divers           | 289          | 0,46         |             |             |  |
|                | Martine Pellegrino     | GÉ               | 170          | 0,27         |             |             |  |
|                | Bernard Gangneux       | CNIP             | 58           | 0,09         |             |             |  |
|                | Jean-Pierre Zolotareff | Divers gauche    | 0            | 0            |             |             |  |
|                |                        |                  |              |              |             |             |  |
| Inscrits       | Inscrits               | Inscrits         | 98 918       | 100,00       | 98 921      | 100,00      |  |
| Abstentions    | Abstentions            | Abstentions      | 34 615       | 34,99        | 38 591      | 39,01       |  |
| Votants        | Votants                | Votants          | 64 303       | 65,01        | 60 330      | 60,99       |  |
| Blancs et nuls | Blancs et nuls         | Blancs et nuls   | 1 890        | 2,94         | 1 621       | 2,69        |  |
| Exprimés       | Exprimés               | Exprimés         | 62 413       | 97,06        | 58 709      | 97,31       |  |

La suppléante d'Axel Poniatowski était Monique Hervé, Première adjointe au maire de Courdimanche, chargée de communication.

### Élections de 2007
| Candidat       | Candidat                       | Parti          | Premier tour | Premier tour | Second tour | Second tour |  |
| Candidat       | Candidat                       | Parti          | Voix         | %            | Voix        | %           |  |
| -------------- | ------------------------------ | -------------- | ------------ | ------------ | ----------- | ----------- |  |
|                | Axel Poniatowski sortant réélu | UMP            | 30 018       | 45,42        | 33 270      | 53,08       |  |
|                | Dominique Lefebvre             | PS             | 18 533       | 28,04        | 29 408      | 46,92       |  |
|                | M Barek Marir                  | UDF–MoDem      | 5 277        | 7,98         |             |             |  |
|                | Rose-Marie Saint-Germes Akar   | Les Verts      | 2 529        | 3,83         |             |             |  |
|                | Jean-Pierre Emie               | FN             | 2 407        | 3,64         |             |             |  |
|                | Moussa Diarra                  | PCF            | 2 026        | 3,07         |             |             |  |
|                | Bruno Jacquin                  | LCR            | 1 962        | 2,97         |             |             |  |
|                | Jean-Michel Bertran            | MPF            | 705          | 1,07         |             |             |  |
|                | Laurent Carius                 | MRC            | 703          | 1,06         |             |             |  |
|                | Éric Cassan                    | LO             | 480          | 0,73         |             |             |  |
|                | Julien Tabary                  | Divers         | 462          | 0,7          |             |             |  |
|                | Jean-Pierre Zolotareff         | Divers         | 396          | 0,6          |             |             |  |
|                | Joël Holin                     | MNR            | 306          | 0,46         |             |             |  |
|                | Martine Quenton                | PT             | 289          | 0,44         |             |             |  |
|                |                                |                |              |              |             |             |  |
| Inscrits       | Inscrits                       | Inscrits       | 114 933      | 100,00       | 114 930     | 100,00      |  |
| Abstentions    | Abstentions                    | Abstentions    | 47 805       | 41,59        | 50 534      | 43,97       |  |
| Votants        | Votants                        | Votants        | 67 128       | 58,41        | 64 396      | 56,03       |  |
| Blancs et nuls | Blancs et nuls                 | Blancs et nuls | 1 035        | 1,54         | 1 718       | 2,67        |  |
| Exprimés       | Exprimés                       | Exprimés       | 66 093       | 98,46        | 62 678      | 97,33       |  |

### Élections de 2012
| Candidat       | Candidat                       | Parti              | Premier tour | Premier tour | Second tour | Second tour |  |
| Candidat       | Candidat                       | Parti              | Voix         | %            | Voix        | %           |  |
| -------------- | ------------------------------ | ------------------ | ------------ | ------------ | ----------- | ----------- |  |
|                | Axel Poniatowski sortant réélu | UMP                | 15 947       | 37,97        | 20 863      | 50,86       |  |
|                | Guillaume Vuilletet            | EÉLV (PS)          | 15 209       | 36,21        | 20 155      | 49,14       |  |
|                | David Chevrier                 | FN                 | 5 474        | 13,03        |             |             |  |
|                | Isabelle Duchet                | FG (PCF)           | 2 816        | 6,71         |             |             |  |
|                | Jean-Pierre Pernot             | MRC (PRG, MUP, GÉ) | 1 177        | 2,80         |             |             |  |
|                | Noelle Veaux-Khoury            | AÉI                | 575          | 1,37         |             |             |  |
|                | Céline Saint-Marc              | DLR                | 449          | 1,07         |             |             |  |
|                | Abdel-Basett Neftia            | LO                 | 215          | 0,51         |             |             |  |
|                | Agnès Partaix                  | POI                | 136          | 0,32         |             |             |  |
|                |                                |                    |              |              |             |             |  |
| Inscrits       | Inscrits                       | Inscrits           | 73 480       | 100,00       | 73 472      | 100,00      |  |
| Abstentions    | Abstentions                    | Abstentions        | 31 007       | 42,2         | 31 566      | 42,96       |  |
| Votants        | Votants                        | Votants            | 42 473       | 57,8         | 41 906      | 57,04       |  |
| Blancs et nuls | Blancs et nuls                 | Blancs et nuls     | 475          | 1,12         | 888         | 2,12        |  |
| Exprimés       | Exprimés                       | Exprimés           | 41 998       | 98,88        | 41 018      | 97,88       |  |

### Élections de 2017
Les élections législatives de 2017 ont eu lieu les dimanches 11 et 18 juin 2017.
|                                                                            |                                                                                           |                           |                           |                          |                          |
|                                                                            |                                                                                           | Premier tour 11 juin 2017 | Premier tour 11 juin 2017 | Second tour 18 juin 2017 | Second tour 18 juin 2017 |
|                                                                            |                                                                                           |                           |                           |                          |                          |
|                                                                            |                                                                                           | Nombre                    | % des inscrits            | Nombre                   | % des inscrits           |
| Inscrits                                                                   | Inscrits                                                                                  | 76 534                    | 100,00                    | 76 522                   | 100,00                   |
| Abstentions                                                                | Abstentions                                                                               | 39 521                    | 51,64                     | 45 048                   | 58,87                    |
| Votants                                                                    | Votants                                                                                   | 37 013                    | 48,36                     | 31 474                   | 41,13                    |
|                                                                            |                                                                                           |                           | % des votants             |                          | % des votants            |
| Bulletins blancs                                                           | Bulletins blancs                                                                          | 426                       | 1,15                      | 2 280                    | 7,24                     |
| Bulletins nuls                                                             | Bulletins nuls                                                                            | 144                       | 0,39                      | 663                      | 2,11                     |
| Suffrages exprimés                                                         | Suffrages exprimés                                                                        | 36 443                    | 98,46                     | 28 531                   | 90,65                    |
|                                                                            |                                                                                           |                           |                           |                          |                          |
| Candidat Étiquette politique (partis et alliances)                         | Candidat Étiquette politique (partis et alliances)                                        | Voix                      | % des exprimés            | Voix                     | % des exprimés           |
|                                                                            |                                                                                           |                           |                           |                          |                          |
|                                                                            | Guillaume Vuilletet La République en marche                                               | 12 921                    | 35,46                     | 14 539                   | 50,96                    |
|                                                                            | Axel Poniatowski (député sortant) Les Républicains (Union des démocrates et indépendants) | 8 909                     | 24,45                     | 13 992                   | 49,04                    |
|                                                                            | Sylvie Geoffroy-Martin La France insoumise                                                | 4 685                     | 12,86                     |                          |                          |
|                                                                            | Stéphane Capdet Front national                                                            | 4 091                     | 11,23                     |                          |                          |
|                                                                            | Ayda Hadizadeh Parti socialiste                                                           | 2 010                     | 5,52                      |                          |                          |
|                                                                            | Marc Denis Europe Écologie Les Verts                                                      | 1 515                     | 4,16                      |                          |                          |
|                                                                            | Jean-Michel Ruiz Parti communiste français                                                | 670                       | 1,84                      |                          |                          |
|                                                                            | Philippe Vinet Debout la France                                                           | 462                       | 1,27                      |                          |                          |
|                                                                            | Christophe Hayes Divers (Union populaire républicaine)                                    | 288                       | 0,79                      |                          |                          |
|                                                                            | Philippe Moulines Extrême droite (Souveraineté, identité et libertés)                     | 259                       | 0,71                      |                          |                          |
|                                                                            | Cecilia Carvajal Delgado Divers (Parti du vote blanc)                                     | 250                       | 0,69                      |                          |                          |
|                                                                            | Abdel-Basett Neftia Lutte ouvrière                                                        | 211                       | 0,58                      |                          |                          |
|                                                                            | Mokhtar Mamlouk Divers gauche (Mouvement des progressistes)                               | 69                        | 0,19                      |                          |                          |
|                                                                            | Naima Abbassi Écologiste (Alliance écologiste indépendante)                               | 68                        | 0,19                      |                          |                          |
|                                                                            | Yavuz Ozdemir Divers (Parti égalité et justice)                                           | 35                        | 0,10                      |                          |                          |
| Source : Ministère de l'Intérieur - Deuxième circonscription du Val-d'Oise |                                                                                           |                           |                           |                          |                          |

### Élections de 2022
Les élections législatives françaises de 2022 se déroulent les dimanches 12 et 19 juin 2022.
|                                                    |                                                                                           |                           |                           |                          |                          |
|                                                    |                                                                                           | Premier tour 12 juin 2022 | Premier tour 12 juin 2022 | Second tour 19 juin 2022 | Second tour 19 juin 2022 |
|                                                    |                                                                                           |                           |                           |                          |                          |
|                                                    |                                                                                           | Nombre                    | % des inscrits            | Nombre                   | % des inscrits           |
| Inscrits                                           | Inscrits                                                                                  | 78 157                    | 100                       | 78 171                   | 100                      |
| Abstentions                                        | Abstentions                                                                               | 41 887                    | 53,59                     | 42 767                   | 54,71                    |
| Votants                                            | Votants                                                                                   | 36 270                    | 46,41                     | 35 404                   | 45,29                    |
|                                                    |                                                                                           |                           | % des votants             |                          | % des votants            |
| Bulletins blancs                                   | Bulletins blancs                                                                          | 512                       | 1,41                      | 1858                     | 5,25                     |
| Bulletins nuls                                     | Bulletins nuls                                                                            | 146                       | 0,40                      | 751                      | 2,12                     |
| Suffrages exprimés                                 | Suffrages exprimés                                                                        | 35 612                    | 98,19                     | 32 795                   | 92,63                    |
|                                                    |                                                                                           |                           |                           |                          |                          |
| Candidat Étiquette politique (partis et alliances) | Candidat Étiquette politique (partis et alliances)                                        | Voix                      | % des exprimés            | Voix                     | % des exprimés           |
|                                                    |                                                                                           |                           |                           |                          |                          |
|                                                    | Guillaume Vuilletet* Ensemble                                                             | 10 252                    | 28,79                     | 17 462                   | 53,25                    |
|                                                    | Sylvie Geoffroy-Martin Nouvelle Union populaire écologique et sociale-La France insoumise | 9 652                     | 27,10                     | 15 333                   | 46,75                    |
|                                                    | Nadejda Remy Rassemblement national                                                       | 6 439                     | 18,08                     |                          |                          |
|                                                    | Frédéric Pain Les Républicains                                                            | 3 092                     | 8,68                      |                          |                          |
|                                                    | Philippe Chanzy Reconquête                                                                | 1 882                     | 5,28                      |                          |                          |
|                                                    | Brahim Oubairouk Écologistes                                                              | 1 036                     | 2,91                      |                          |                          |
|                                                    | Mireille Dombrowski Divers gauche                                                         | 775                       | 2,18                      |                          |                          |
|                                                    | Morgane Frappa Parti animaliste                                                           | 686                       | 1,93                      |                          |                          |
|                                                    | Lydie Chikhane Droite souverainiste                                                       | 558                       | 1,57                      |                          |                          |
|                                                    | Jean-luc Brulard Sans étiquette                                                           | 510                       | 1,43                      |                          |                          |
|                                                    | Éric Cassan Lutte ouvrière                                                                | 284                       | 0,80                      |                          |                          |
|                                                    | Laura Bonucci Parti ouvrier indépendant démocratique                                      | 128                       | 0,36                      |                          |                          |
|                                                    | Jérôme Nicolle Parti pirate                                                               | 112                       | 0,31                      |                          |                          |
|                                                    | Jeson Cavaignac Divers extrême droite                                                     | 104                       | 0,29                      |                          |                          |
|                                                    | Abdelmajid Drari Sans étiquette                                                           | 102                       | 0,29                      |                          |                          |
| * Député sortant                                   |                                                                                           |                           |                           |                          |                          |

### Élections de 2024
Député sortant : Guillaume Vuilletet (Renaissance).
| Candidat                 | Candidat                 | Parti et coalition       | Nuance                   | Premier tour | Premier tour | Second tour | Second tour |
| Candidat                 | Candidat                 | Parti et coalition       | Nuance                   | Voix         | %            | Voix        | %           |
| ------------------------ | ------------------------ | ------------------------ | ------------------------ | ------------ | ------------ | ----------- | ----------- |
|                          | Ayda Hadizadeh           | PS (NFP)                 | UG                       | 17 221       | 33,47        | 28 342      | 59,51       |
|                          | Nadedja Rémy             | RN                       | RN                       | 15 544       | 30,21        | 19 281      | 40,49       |
|                          | Guillaume Vuilletet      | RE (ENS)                 | ENS                      | 13 044       | 25,35        | Retrait     | Retrait     |
|                          | Frédéric Pain            | LR                       | LR                       | 3 214        | 6,25         |             |             |
|                          | Brahim Oubairouk         | LÉA (RAS)                | DIV                      | 818          | 1,59         |             |             |
|                          | Alvin Ivanaj             | Équinoxe                 | DIV                      | 621          | 1,21         |             |             |
|                          | Philippe Chanzy          | REC                      | REC                      | 529          | 1,03         |             |             |
|                          | Éric Cassan              | LO                       | EXG                      | 456          | 0,89         |             |             |
|                          | Danièle Lessaint         | DLF                      | DSV                      | 6            | 0,01         |             |             |
|                          | Stéphane Gaultier        | NPA-R                    | EXG                      | 0            | 0            |             |             |
|                          |                          |                          |                          |              |              |             |             |
| Suffrages exprimés       | Suffrages exprimés       | Suffrages exprimés       | Suffrages exprimés       | 51 453       | 97,65        |             |             |
| Votes blancs             | Votes blancs             | Votes blancs             | Votes blancs             | 866          | 1,64         |             |             |
| Votes nuls               | Votes nuls               | Votes nuls               | Votes nuls               | 370          | 0,70         |             |             |
| Total                    | Total                    | Total                    | Total                    | 52 689       | 100          |             | 100         |
| Abstention               | Abstention               | Abstention               | Abstention               | 26 092       | 33,12        |             |             |
| Inscrits / participation | Inscrits / participation | Inscrits / participation | Inscrits / participation | 78 781       | 66,88        |             |             |

Le suppléant d'Ayda Hadizadeh est Jean-Paul Jeandon, maire de Cergy, Président de l'agglomération de Cergy-Pontoise.